# Ochropleura pseudogaster
Ochropleura pseudogaster är en fjärilsart som beskrevs av Emilio Berio 1974. Ochropleura pseudogaster ingår i släktet Ochropleura och familjen nattflyn. Inga underarter finns listade i Catalogue of Life.